# Dimorphostylis sculpturensis
Dimorphostylis sculpturensis är en kräftdjursart som beskrevs av Stella Vassilenko och Ludmila Tzareva 1990. Dimorphostylis sculpturensis ingår i släktet Dimorphostylis och familjen Diastylidae. Inga underarter finns listade i Catalogue of Life.